# Estación de Tajuña
Tajuña fue una estación de ferrocarril situada en el municipio español de Perales de Tajuña, en la provincia de Madrid. Constituía un nudo ferroviario en el que se bifurcaban la vía general del ferrocarril del Tajuña y el ramal que iba hasta Colmenar de Oreja. Debido a ello, dispuso de importantes instalaciones, que incluían cocheras de locomotoras o una amplia playa de vías.

## Situación ferroviaria
La estación, que se encontraba a 570 metros de altitud, formaba parte de los trazados de las siguientes líneas férreas:
- Línea férrea de ancho métrico Madrid-Alocén, punto kilométrico 46,7.[2]
- Línea férrea de ancho métrico Tajuña-Colmenar de Oreja, punto kilométrico 0,0.

## Historia
El ferrocarril del Tajuña tiene su origen en el conocido como «tren de Arganda», inaugurado en 1886, que posteriormente sería expandido hacia la Alcarria buscando establecer una conexión con el Ferrocarril Central de Aragón. La Compañía del Ferrocarril del Tajuña se haría cargo de extender el trazado inicial, un proyecto que incluía también un ramal hasta Chinchón y Colmenar de Oreja. Este pequeño trazado fue completado en 1903, mientras que la línea principal llegó a Orusco de Tajuña en 1910. Sin embargo, la construcción del que ya era conocido en la época como «ferrocarril de Aragón» no se llegaría a completar y la vía tendida nunca pasó de Alocén (Guadalajara). Aun así, se organizaron servicios ferroviarios mixtos que enlazaban Madrid con el valle del Tajuña y la Alcarria. Esta situación se mantuvo hasta que en la década de 1950 la competencia del transporte por carretera provocó el declive de este ferrocarril. En 1959 se clausuró el trazado que iba de Morata de Tajuña a Orusco y Colmenar de Oreja.

## Instalaciones
La estación se encontraba situada en plena vega del río Tajuña, concretamente, en la margen derecha del río. Debido a su condición de nudo ferroviario, la estación dispuso de importantes instalaciones: una playa de vías, un puente giratorio de 5,50 metros de diámetro para invertir las locomotoras de vapor, aguadas y cocheras para locomotoras. Así mismo, disponía de un edificio de viajeros y un muelle-almacén de mercancías, situados junto a la vía general. El edificio de viajeros era de dos plantas y poseía diversas estancias: un despacho para el lnspector, otro para el Jefe de Estación, sala de espera, cantina, etc. La estación carecía de marquesina en su andén principal.